# 羅納德·穆德
羅納德·穆德（1986年2月27日—）為荷蘭競速滑冰運動員。在2014年索契冬奧奪得500公尺銅牌，在2012年世界單向競速滑冰錦標賽500公尺項目奪得第六名。他的雙胞胎兄弟麥克·穆德也是競速滑冰運動員。
穆德是荷蘭500公尺項目紀錄保持人。

## 個人記錄
| 個人紀錄     |         |                |                              |              |
| 男子競速滑冰 |         |                |                              |              |
| 項目         | 成績    | 日期           | 地點                         | 備註         |
| 500公尺      | 34.25   | 2013年11月17日 | 鹽湖城猶他奧林匹克橢圓體育館 | 目前荷蘭紀錄 |
| 1000公尺     | 1:08.46 | 2009年12月13日 | 鹽湖城猶他奧林匹克橢圓體育館 |              |
| 1500公尺     | 1:53.98 | 2012年8月11日  | 哈馬爾哈馬爾奧運匹克體育館   |              |
| 3000公尺     | 4:22.82 | 2008年1月13日  | 海倫芬Thialf                 |              |
| 5000公尺     | 8:08.12 | 2004年2月12日  | De Vechtsebanen, Utrecht     |              |